# U-Bahnhof Stadtgrenze
Der U-Bahnhof Stadtgrenze (Abkürzung: SG) ist der 21. U-Bahnhof der Nürnberger U-Bahn. Er ist 825 m vom U-Bahnhof Jakobinenstraße und 953 m vom U-Bahnhof Muggenhof entfernt. An den Bahnhof schließt sich Richtung Fürth ein stumpf befahrener Gleiswechsel an. Der U-Bahnhof wurde nach der früheren Straßenbahnhaltestelle benannt. Täglich wird er von rund 11.500 Fahrgästen genutzt (Mo–Fr, 2019).

## Geschichte
Der Bahnhof wurde zusammen mit der Hochbahn in der Fürther Straße zwischen dem 6. September 1967 und Herbst 1970 erstellt. Am 4. November 1970 wurde der Bahnhof zunächst für die Straßenbahn eröffnet und bis zum 20. Juni 1981 von ihr befahren. Im Anschluss erfolgte die etwa einjährige Umbauphase, um das Bauwerk und die Bahnhöfe auf U-Bahn-Standard zu bringen, unter anderem wurden die Bahnsteige auf 1 m über Schienenoberkante gebracht und Aufzüge nachgerüstet. Am 20. März 1982 konnte der Bahnhof für die U-Bahn wieder eröffnet werden. Im Sommer 2000 wurde die Hochbahn renoviert und der Bahnhof optisch aufgefrischt.

## Lage

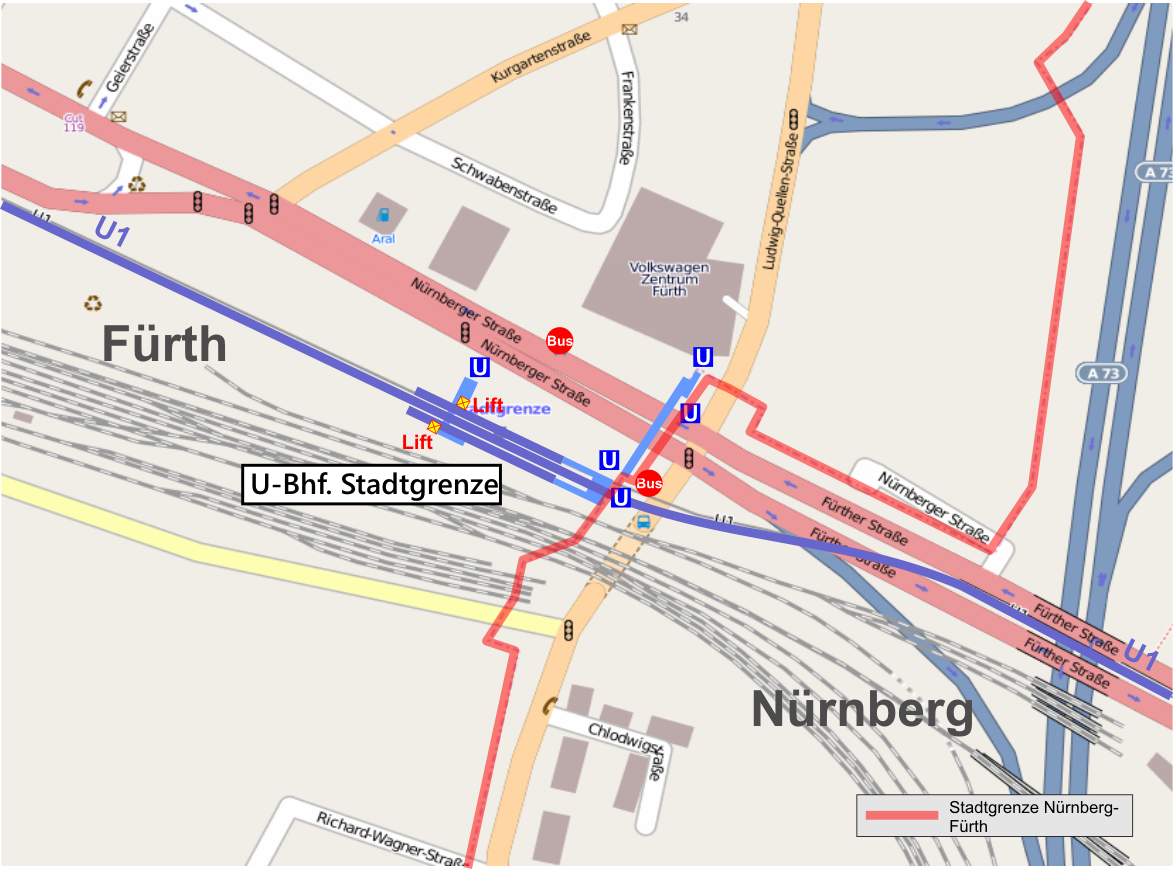
Lageplan U-Bhf. Stadtgrenze

Der Bahnhof liegt im Fürther Stadtbezirk Stadtpark, Stadtgrenze südwestlich der Kreuzung Fürther-/ Nürnberger-/ Höfener und Ludwig-Quellen-Straße und nördlich der Bahnstrecke Nürnberg–Bamberg. Vom Bahnsteigostkopf führen Abgänge zur Höfener Straße, in der Bahnhofsmitte befindet sich ein weiterer Abgang mit je einem Aufzüge pro Seitenbahnsteig, die zur Nürnberger Straße führen.

## Bauwerk und Architektur
Das Bahnhofsbauwerk liegt auf einem Damm 6 m über der Straßenoberfläche, ist 90 m lang, 14,5 m breit und 7,5 m hoch.
Die Bahnhofsbegrenzung besteht aus einer Milchglaswand, vor der sich eine Pfeilerreihe befindet. Das zickzackförmige Betonfaltdach stützt sich auf sechs v-förmige Träger. Seit der Renovierung sind das Dach und die Stützen in Grau und die Pfeiler in Blau gestrichen. Der Bahnhof verfügt über Seitenbahnsteige.

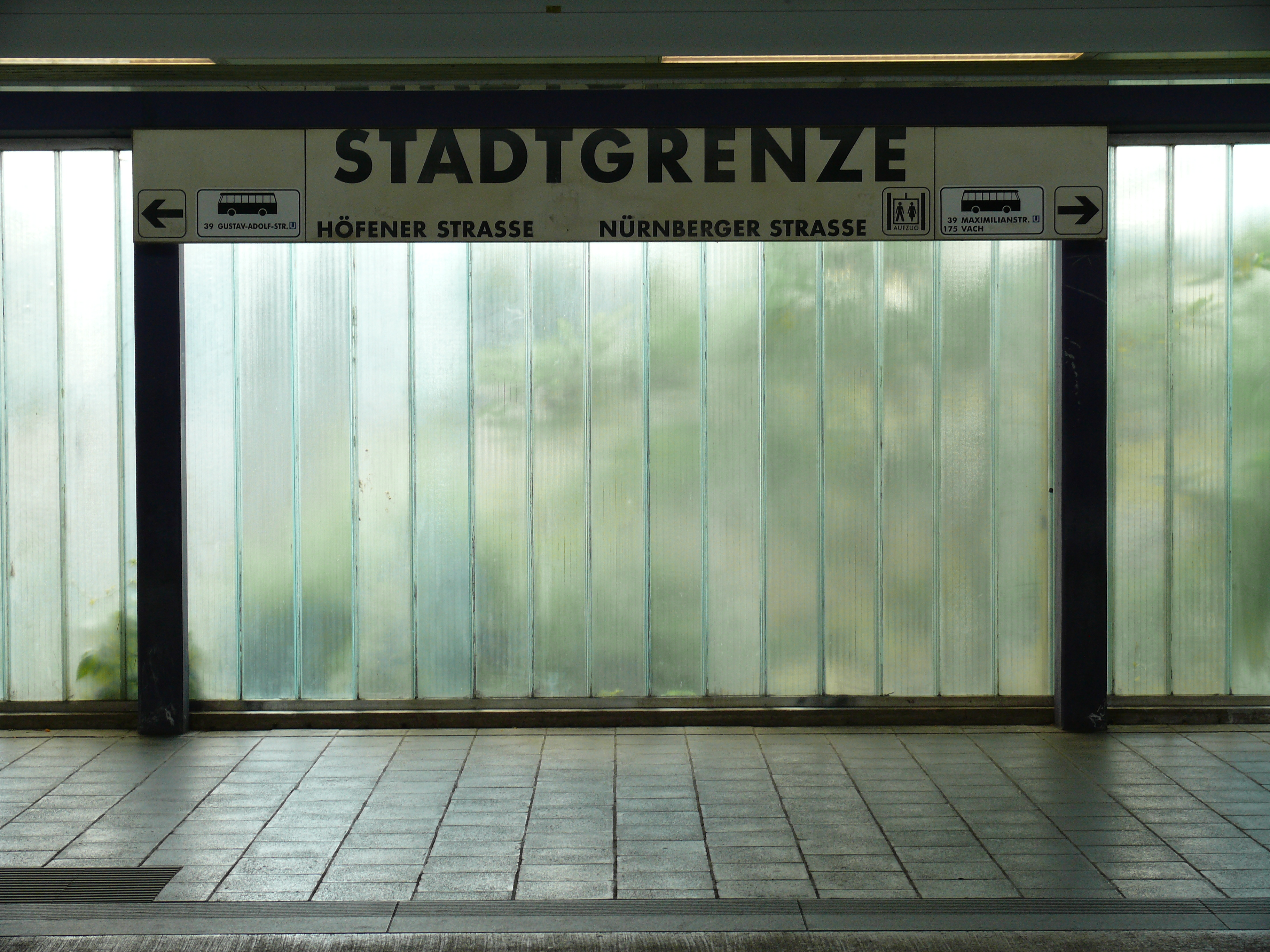
Stationsname an den Bahnsteigwänden
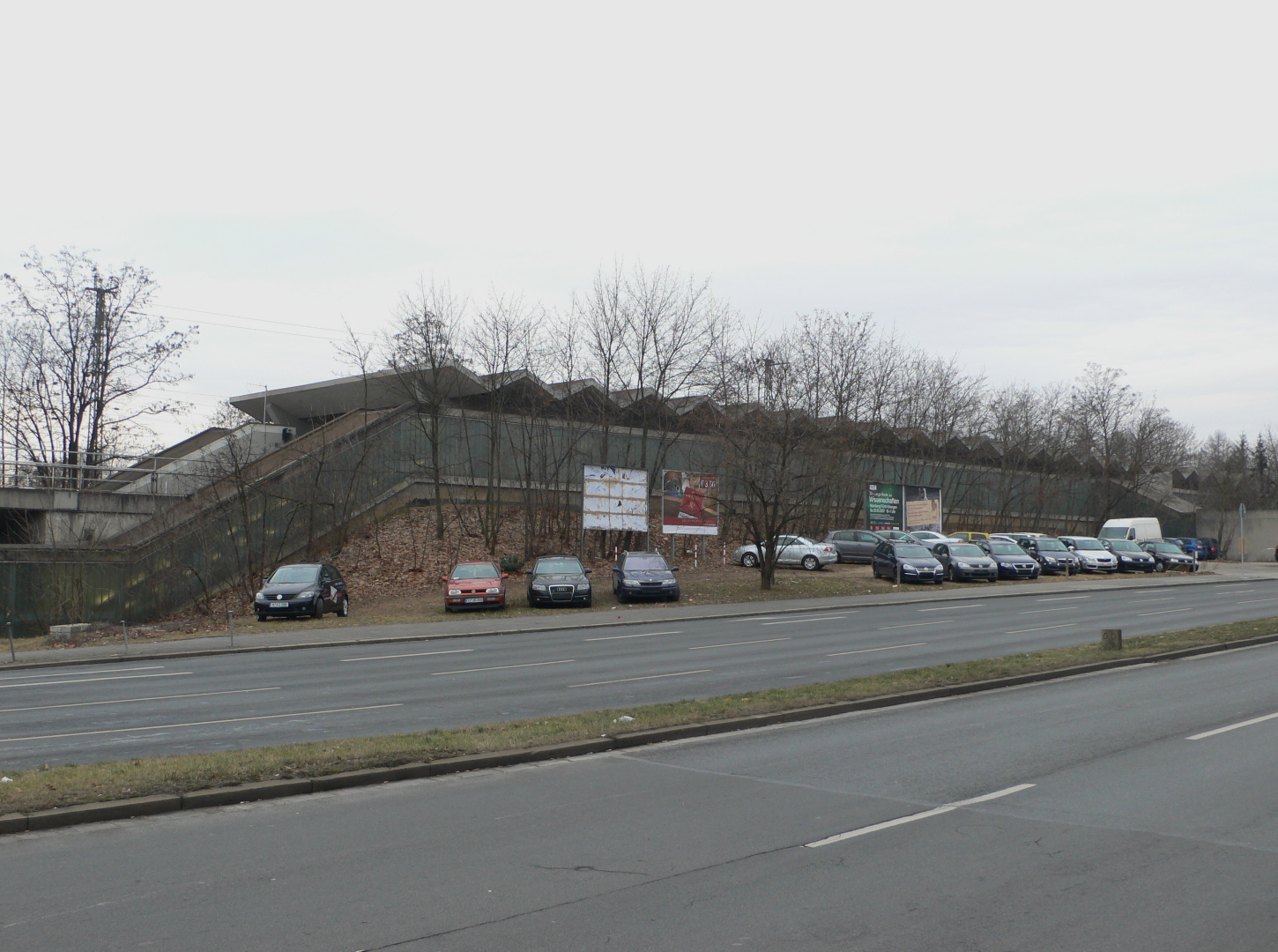
Außenansicht
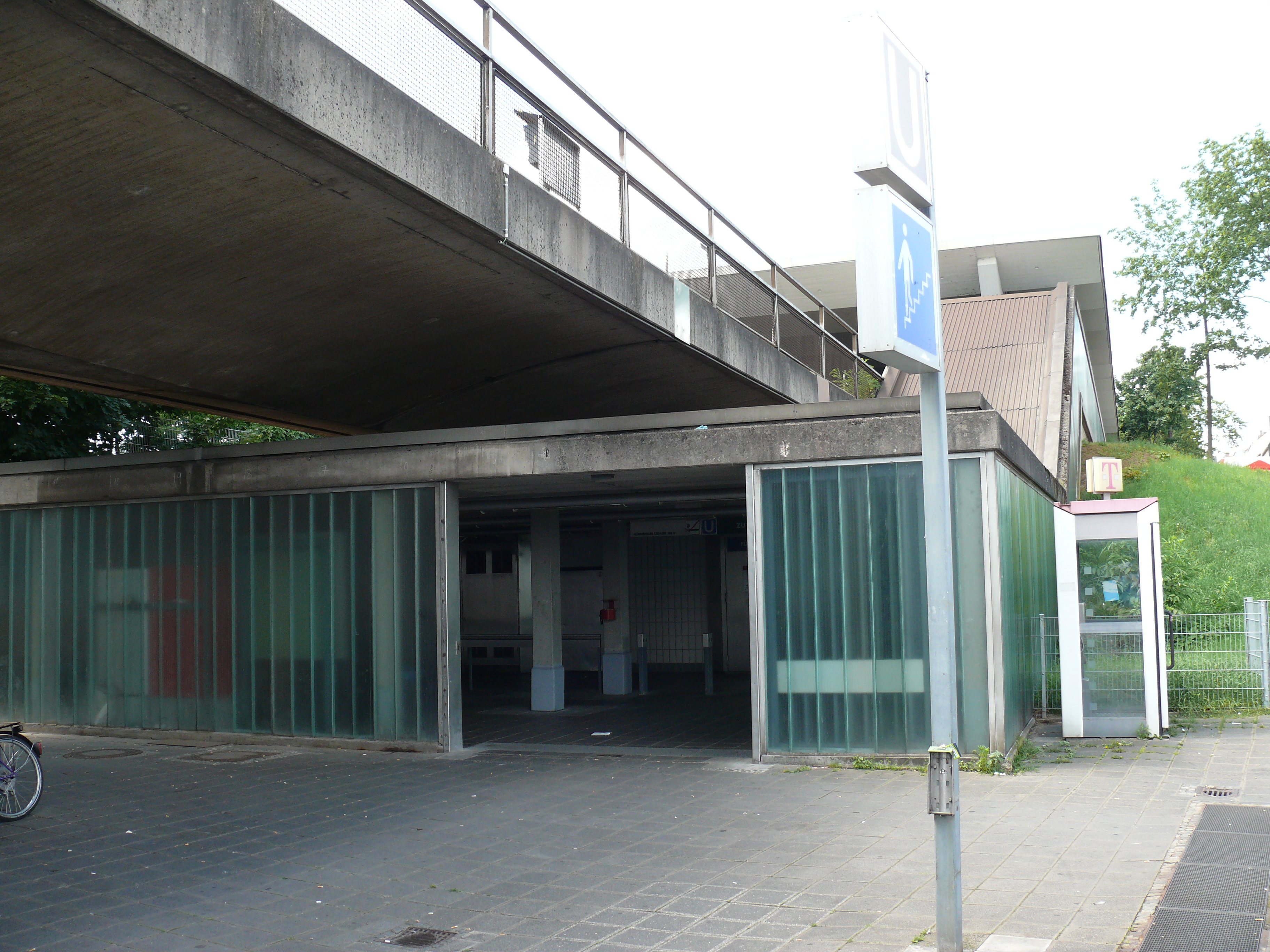
Östlicher Zugang zur Bahnsteigebene
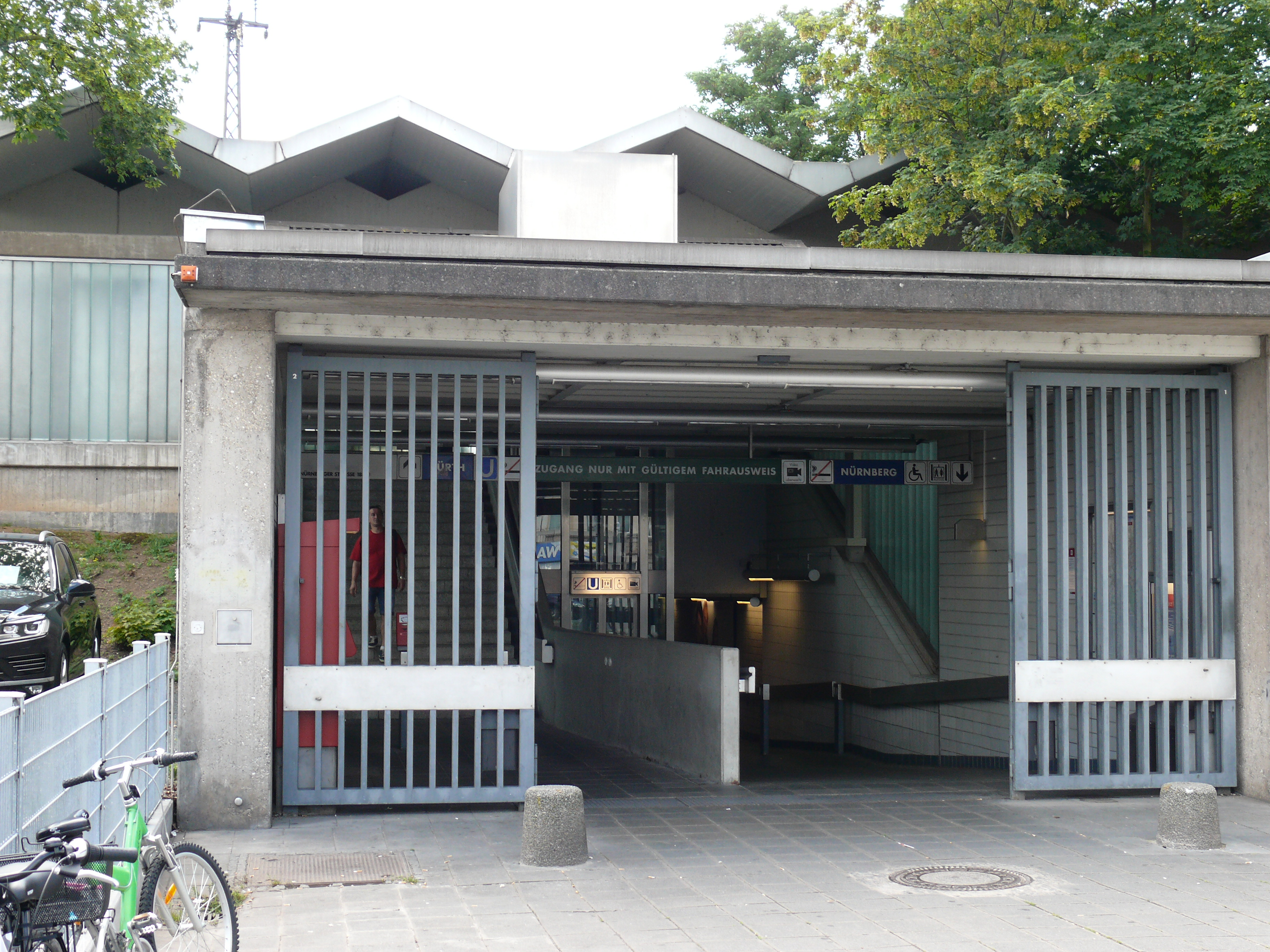
Seitlicher Zugang zum Verteilertunnel

## Linien
| Linie | Verlauf | Takt                                                                   |
| ----- | --- | ---------------------------------------------------------------------- |
| U1    | Langwasser Süd – Gemeinschaftshaus – Langwasser Mitte – Scharfreiterring – Langwasser Nord – Messe – Bauernfeindstraße – Hasenbuck – Frankenstraße – Maffeiplatz – Aufseßplatz – Hauptbahnhof – Lorenzkirche – Weißer Turm – Plärrer – Gostenhof – Bärenschanze – Maximilianstraße – Eberhardshof – Muggenhof – Stadtgrenze – Jakobinenstraße – Fürth Hauptbahnhof – Rathaus – Stadthalle – Klinikum – Hardhöhe Stand: Fahrplanwechsel Dezember 2023 | 5–7 min (montags–freitags) 6–7 min (samstags) 10 min (sonn-/feiertags) |

Der Bahnhof wird von der Linie U1 bedient. An der Kreuzung befindet sich die Haltestelle Stadtgrenze der Nürnberger Stadtbuslinien 37, 38 und 73 und der Fürther Stadtbuslinie 175. Am Wochenende verkehren auch die Nachtbuslinien N9, N11 und N14.

## Sonstiges
Ein Bild des U-Bahnhofes ist auf dem Cover des Romans Stadtgrenze, einem Kriminalroman des Fürther Autoren Veit Bronnenmeyer, zu sehen.

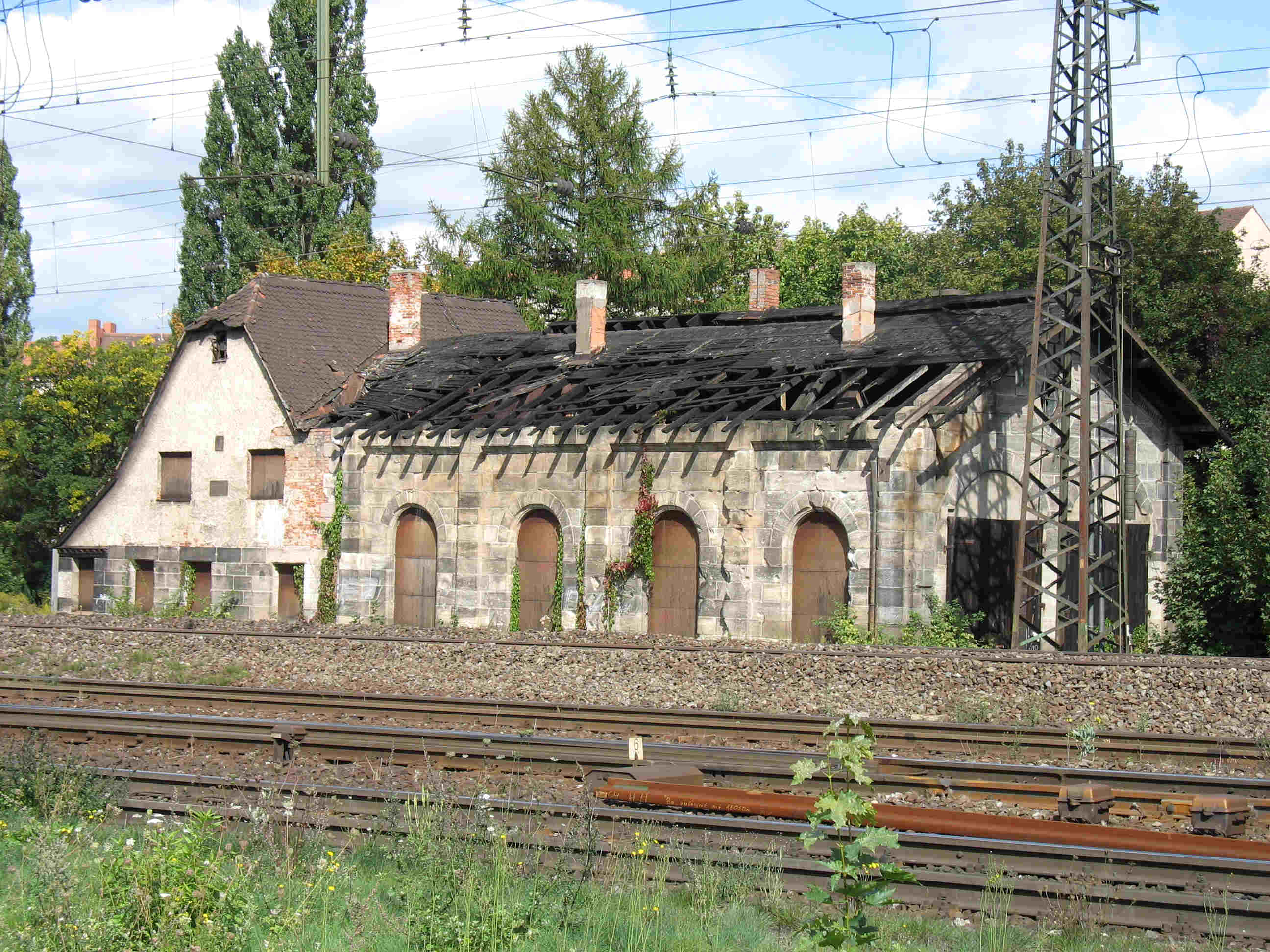
Lokschuppen in Fürth südwestlich des U-Bahnhofes

Unmittelbar am U-Bahnhof (südwestlich) befindet sich der Lokschuppen in Fürth, der vermutlich älteste erhaltene Lokschuppen Deutschlands. Der Lokschuppen ist bei der Ausfahrt aus dem Bahnhof (Richtung U-Bahnhof Jakobinenstraße) auf der in Fahrtrichtung linken Seite zu sehen. Das denkmalgeschützte, industriegeschichtlich bedeutsame Gebäude ist vom Verfall bedroht und aufgrund des Unterlassens jeglicher Unterhaltungsmaßnahmen in einem äußerst schlechten Zustand.